# Уотерс, Роджер
Джордж Ро́джер Уо́терс (англ. George Roger Waters; род. 6 сентября 1943, Грейт-Букхем, Суррей, Великобритания) — британский рок-музыкант, вокалист, бас-гитарист, композитор, поэт, активист.
Наиболее известен как один из основателей (в конце 1965 года) и лидеров (с конца 1967 до ухода в 1985 году) группы Pink Floyd. В период своего лидерства он являлся автором подавляющего большинства текстов и значительной части музыки, а также главным идеологом группы и ведущим автором самого известного концептуального альбома группы The Wall. С середины 1970-х между музыкантами в группе началось постепенное ухудшение отношений, а доля Уотерса в сочинении альбомов продолжала возрастать, сводя участие остальных музыкантов порой лишь к роли аранжировщиков. Следствием этого стал уход из Pink Floyd в 1981 году клавишника Ричарда Райта, а в последовавшем за этим альбоме The Final Cut Уотерс стал практически единственным автором.
В 1985 году Уотерс покинул группу, решив, что она исчерпала себя. Музыкант полагал, что без него коллектив окажется нежизнеспособен, однако новый лидер — гитарист Дэвид Гилмор — решил иначе: он пригласил большое количество сессионных музыкантов, вернул в группу Райта и начал запись нового альбома, что вызвало решительный протест со стороны Уотерса. Между Pink Floyd и Уотерсом началась неизбежная в такой ситуации информационная перепалка. Уотерс даже подал на оставшихся музыкантов в суд с целью запретить им использовать название Pink Floyd, но проиграл процесс.
Отношения между Уотерсом и его бывшими коллегами по Pink Floyd частично восстановились лишь в 2005 году, когда они выступили в классическом составе на благотворительном концерте Live 8 в Лондоне. Это мероприятие стало последним публичным выступлением группы в составе из четырёх музыкантов. Позднее Уотерс несколько раз выступал совместно с Дэвидом Гилмором, однако ряд высказываний обоих музыкантов в прессе дал основания полагать, что конфликт между ними не полностью исчерпан.
Во время сольной карьеры Уотерс выпустил четыре студийных альбома The Pros and Cons of Hitch Hiking (1984), Radio K.A.O.S. (1987), Amused to Death (1992) и Is This the Life We Really Want? (2017), а также оперу Ça Ira (2005), посвящённую событиям Французской революции, и переосмысление оперы Стравинского — The Soldier’s Tale (2018). В 1990 году он стал организатором одного из самых масштабных рок-концертов в истории, The Wall Live in Berlin, с аудиторией более 450 000 человек. С 1999 года Уотерс активно гастролирует — в 2012 году он был признан самым коммерчески успешным сольным артистом благодаря турне The Wall Live. В качестве участника Pink Floyd является членом Зала славы рок-н-ролла (1996) и Зала славы музыки Великобритании (2005). С начала 2010-х много занимается активизмом, используя концерты в качестве политических перформансов на злободневные темы; особое место в манифестах Уотерса занимает израильско-палестинский конфликт.

## Биография

### Детство и юность
«Если бы мне пришлось составить список из пятидесяти песен, которые я жалею, что не написал сам, то лишь несколько из них не принадлежали бы Дилану или Леннону».
Родился 6 сентября 1943 года в деревне Грейт-Букхем (графство Суррей), был вторым сыном в семье. Отец Эрик Флэтчер Уотерс (Eric Fletcher Waters, 1913—1944) и мать Мэри (1914—2009), школьные учителя по профессии, были коммунистами (в дальнейшем сам Уотерс на всю жизнь сохранил левые взгляды) и набожными христианами. Его отец, сын шахтёра-лейбориста, первоначально был отказником совести и вместо прохождения службы, во время Второй мировой войны, водил машину скорой помощи.
Впоследствии отец Уотерса пересмотрел свои пацифистские взгляды и пошёл воевать на фронт — 11 сентября 1943 года его зачислили в 8-й батальон королевских фузилёров британской территориальной армии в звании второго лейтенанта. Он был убит пятью месяцами позже, 18 февраля 1944 года, в Априлии, во время битвы при Анцио, когда Роджеру было пять месяцев; похоронен на военном кладбище Кассино. 18 февраля 2014 года Уотерс открыл памятник своему отцу и другим жертвам сражений в Априлии и был объявлен почётным гражданином Анцио. После смерти мужа Мэри Уотерс переехала с двумя сыновьями в Кембридж и воспитывала их там. По словам Уотерса, его самым первым детским воспоминанием является празднование Дня победы над Японией.
Уотерс учился в кембриджской начальной школе Morley Memorial Junior School, а затем в Кембриджширской средней школе для мальчиков (ныне Колледж Хиллс Роуд Сикст Форм) вместе с Сидом Барреттом, в то время как будущий гитарист Pink Floyd Дэвид Гилмор жил неподалёку на Милл-Роуд и посещал школу Перса. В 15 лет Уотерс стал председателем кембриджской молодёжной кампании за ядерное разоружение (YCND), разработав для неё рекламный плакат и приняв участие в её формировании. С детства он страстно увлекался спортом и был одним из ведущих игроков в школьных командах по крикету и регби. Уотерсу не нравилась учёба в школе, впоследствии он вспоминал: «Я ненавидел каждую секунду, за исключением игр [на переменах]. Режим в школе был крайне деспотичным … те же дети, которые подвергались издевательствам со стороны своих сверстников, также были подвержены нападкам со стороны учителей». Кембриджские сверстники запомнили Уотерса как остроумного и внешне самоуверенного, «до надменности», парня; однако «Уотерс так никогда и не реализовал свои великолепные потенциальные возможности» — так было написано в выпускном школьном отчёте.
В подростковом возрасте Уотерс любил возиться с игрушечным оружием и стрелять из настоящего. Кроме того, ему нравилось слушать по ночам приёмник, настроенный на частоту американских военных радиостанций, находившихся в Великобритании, а также «Радио Люксембурга» — 30 лет спустя воспоминания об этом лягут в основу его альбома Radio K.A.O.S.. Первыми записями, которые приобрёл Уотерс, были пластинки американских блюзовых музыкантов — Ледбелли, Билли Холидей и Бесси Смит. Однако вскоре его предпочтения сместились в сторону более современного блюза и джаза — «всё, кроме рок-н-ролла». Также он был одним из немногих подростков того времени, который не коллекционировал «сорокапятки». Уотерс является страстным поклонником футбольного клуба «Арсенал» и, по его словам, «с 1968-го по 1975-й ходил на все домашние матчи этой команды, если бывал в Лондоне» (он даже ссылается на своё увлечение в одной из строчек «Money»).
С двумя другими будущими сооснователями Pink Floyd, Ником Мейсоном и Ричардом Райтом, Уотерс познакомился во время учёбы на архитектурном факультете Лондонского политехнического института на Риджент-стрит (ныне Вестминстерский университет). Уотерс поступил туда в 1962 году, после того как продемонстрировал склонность к этой сфере в тестах на проверку способностей, хотя первоначально подумывал о карьере инженера-механика.

### 1965—1985: Pink Floyd

#### Эра Барретта
«Без Сида я не знаю, чем бы я занимался, — возможно, стал бы застройщиком или что-то в этом роде».
К сентябрю 1963 года Уотерс и Мейсон потеряли интерес к учёбе и переехали в квартиру на Стэнхоуп-Гарденс, 39, близ Крауч-Энда, которая принадлежала Майку Леонарду, внештатному преподавателю Политехнического института и Колледжа искусств Хорнси, расположенного неподалёку. Уотерс, Мейсон и Райт впервые сыграли вместе в конце 1963 года, в группе, созданной вокалистом Китом Ноублом и басистом Клайвом Меткафом. Уотерс был ритм-гитаристом, Мейсон играл на ударных, а Райт — на любых клавишных, которые подворачивались под руку (так как оборудование было очень дорогим); время от времени к ним в качестве дополнительной вокалистки присоединялась сестра Ноубла — Шейла. Первоначально секстет назывался Sigma 6, однако вскоре был переименован в The Meggadeaths. В первые годы своего существования группа выступала на частных вечеринках и репетировала в чайной, расположенной в подвальном помещении Политеха на Риджент-стрит.
В сентябре 1963 года Меткалф и Ноубл решили уйти из группы, чтобы создать свою собственную; в свою очередь, оставшиеся музыканты пригласили на освободившиеся места Барретта и Боба Клоуза. Клоуз взял на себя роль гитариста, а Уотерс перешёл на бас, и к январю 1964 года группа стала известна как The Abdabs (или The Screaming Abdabs). На протяжении 1964 года ансамбль сменил ещё несколько названий, включая Leonard’s Lodgers, а также The Spectrum Five, прежде чем музыканты окончательно остановились на The Tea Set. В середине 1965 года Клоуз покинул группу (его решение было связано с постоянным давлением на него со стороны родителей и советами преподавателей колледжа), после чего Барретт взял на себя функцию ведущего гитариста. В конце того же года группа впервые представилась публике как The Pink Floyd Sound. Барретт придумал это название после того, как узнал, что на одном из их совместных концертов должна была выступить ещё одна группа The Tea Set. Новое название происходило от имён двух блюзовых музыкантов, чьи пластинки имелись в коллекции Барретта, — Пинка Андерсона и Флойда Каунсила.
К началу 1966 года Барретт стал фронтменом и основным автором песен коллектива, название которого было сокращено до Pink Floyd. Именно с его подачи были сочинены практически все композиции дебютного студийного альбома группы, The Piper at the Gates of Dawn, выпущенного в августе 1967 года. Уотерс написал для пластинки песню «Take Up Thy Stethoscope and Walk», которая являлась его первой сольной композицией. К концу 1967 года ухудшение психического состояния Барретта и его неустойчивое поведение сделали его «неспособным или нежелающим» продолжать работу в качестве вокалиста и ведущего гитариста Pink Floyd. В начале марта 1968 года музыканты провели собрание вместе с менеджерами Питером Дженнером и Эндрю Кингом из управляющей компании Blackhill Enterprises, чтобы обсудить будущее коллектива. В итоге Барретт согласился покинуть Pink Floyd, а группа — «на передачу Blackhill на неограниченный срок всех прав на свои прошлые записи». В апреле 1968 года новый менеджер коллектива, Стив О’Рурк, официально объявил о смене Барретта на гитариста Дэвида Гилмора.

#### Эра Уотерса
После ухода Барретта бремя выбора тематики текстов и творческого направления Pink Floyd перешло к Уотерсу. Он стал основным автором песен, разделив функции ведущего вокалиста с Гилмором (и иногда с Райтом). На протяжении всей второй половины 1970-х Уотерс был доминирующей творческой фигурой в группе, вплоть до своего ухода в 1985 году. Он написал все тексты к пяти альбомам Pink Floyd, начиная с The Dark Side Of The Moon (1973) и заканчивая The Final Cut (1983) (каждый из которых был концептуальным), в то же время проявляя всё более авторитарный творческий контроль над группой и её музыкой. The Dark Side Of The Moon, тексты песен которого были сочинены Уотерсом единолично, стал одним из самых коммерчески успешных рок-альбомов в истории музыки; он занял 1-е место в главном американском чарте Billboard 200, продержавшись в нём рекордные четырнадцать лет, и разошёлся тиражом более 45 миллионов копий по всему миру. Помимо этого, пластинка заняла 3-е место в числе самых продаваемых студийных альбомов в мире и 26-е — среди бестселлеров в США. В 1970 году в сотрудничестве с авангардным композитором Роном Гизином Уотерс записал альбом Music from The Body, который стал саундтреком к документальному фильму «Тело» режиссёра Роя Баттерсби.
Уотерс был автором основополагающих идей, которые стали отправной точкой для создания концептуальных альбомов The Dark Side Of The Moon (1973), Wish You Were Here (1975), Animals (1977) и The Wall (1979), значительная часть музыки и все тексты которых были сочинены им самостоятельно, а также The Final Cut (1983), в котором он являлся единственным автором. На протяжении всей своей карьеры музыкант возвращался к темам разрушительных последствий войн и потери своего отца, начиная с ранних композиций «Corporal Clegg» (A Saucerful of Secrets, 1968) и «Free Four» (Obscured by Clouds, 1972) и заканчивая более поздними песнями — «Us and Them» с альбома The Dark Side of the Moon и «When the Tigers Broke Free», которая первоначально прозвучала в саундтреке к художественному фильму «Стена» (1982), а впоследствии фигурировала в пластинке The Final Cut (в переиздании 2004 года), наряду с композицией «The Fletcher Memorial Home», посвящённой отцу Уотерса. Между тем на содержание альбома The Wall в немалой степени повлияли реалии воспитания в британском послевоенном обществе, в котором остро ощущалась нехватка мужчин.
Двойной альбом The Wall, почти полностью созданный Уотерсом самостоятельно, в значительной степени основывался на его биографии (хотя отчасти был вдохновлён судьбой Сида Барретта). Для работы над ним были наняты продюсер Боб Эзрин и карикатурист Джеральд Скарф, который выступил иллюстратором обложки и мультипликационных вставок в фильме «Стена». По данным Американской ассоциации звукозаписывающих компаний, в Соединённых Штатах было продано более 23 миллионов копий альбома, что делает его одной из трёх самых продаваемых пластинок за всю историю американской музыкальной индустрии. В поддержку альбома было организовано масштабное турне под названием The Wall Tour, проходившее в таких городах, как Лос-Анджелес, Нью-Йорк, Лондон и Дортмунд. Финальное шоу гастрольного тура состоялось 16 июня 1981 года в Эрлс-корт и стало последним выступлением Уотерса с Pink Floyd до их краткого воссоединения на благотворительном концерте Live 8, состоявшемся 24 года спустя.
«Дэвид [Гилмор] и Рик [Райт] по большей части всегда пытались снизить мою активность. Они всегда пытались вывести меня из игры».
В марте 1983 года был выпущен последний совместный проект, записанный Уотерсом, Гилмором и Мейсоном, — The Final Cut. К тому моменту Райт был вынужден уйти из коллектива из-за давления Уотерса, который пенял на низкий творческий вклад музыканта (впоследствии Боб Эзрин назвал его «жертвой тевтонской жестокости Роджера»). Альбом имел подзаголовок: «Реквием по послевоенной мечте Роджера Уотерса в исполнении Pink Floyd». На этот раз Уотерс единолично сочинил не только все тексты, но и всю музыку для альбома. Его тексты критиковали правительство Консервативной партии, находившееся в тот период у власти, и лично премьер-министр Маргарет Тэтчер. На тот момент у Гилмора не было нового материала, поэтому он попросил Уотерса отложить запись до тех пор, пока он не напишет несколько песен, однако Уотерс ответил ему отказом. По словам Мейсона, после борьбы за власть в группе и творческих споров по поводу альбома имя Гилмора «исчезло» из числа продюсеров, хотя ему сохранили продюсерские отчисления. Журнал Rolling Stone поставил пластинке высшую оценку, рецензент Курт Лодер назвал её «превосходным достижением […] величайшей вершиной арт-рока». При этом публицист рассматривал запись как, по сути, сольный проект Уотерса.

### Уход из Pink Floyd и судебные баталии
В 1985 году Уотерс покинул Pink Floyd из-за творческих разногласий, после чего начал судебную тяжбу с группой по поводу дальнейшего использования их названия и материала. В декабре Уотерс написал письмо руководству EMI и Columbia о том, что он уходит из Pink Floyd, и попросил освободить его от дальнейших контрактных обязательств. В октябре 1986 года он обратился в Верховный суд с целью распустить группу и прекратить использование названия Pink Floyd, объявив коллектив «выдохшейся творческой единицей». Однако Гилмор и Мейсон выступили против этого заявления, заявив о своём намерении продолжать выступать под прежним названием. Впоследствии Уотерс утверждал, что он был вынужден покинуть группу, как и Райт несколькими годами ранее, из правовых соображений, подчеркнув: «Если бы я этого не сделал, финансовые издержки полностью бы меня уничтожили». По слухам, каждый день судебных разбирательств обходился музыканту в 5000 фунтов, на что один из критиков язвительно заметил: «Если бы все свои силы и деньги они бросили бы на запись совместной пластинки, то пользы было бы больше, чем от ежедневных поездок в суд». В декабре 1987 года стороны достигли юридического соглашения: Мейсон и Гилмор сохранили за собой привилегию бессрочно использовать название Pink Floyd, а Уотерс получил эксклюзивные права на концепцию шоу The Wall и на спецэффекты своего авторства. По прошествии лет Мейсон вспоминал: 
В канун Рождества 1987 года […] Дэвид и Роджер договорились о встрече на высшем уровне, которая прошла в плавучем доме (Astoria) с участием Джерома Уолтона, бухгалтера Дэвида. Сладкие пирожки с изюмом, чашки чая и праздничные шляпы были отодвинуты в сторону, пока Джером скрупулёзно печатал костяк соглашения. По существу — хотя там были гораздо более сложные детали — этот договор позволял Роджеру освободиться от его соглашения со Стивом [О’Рурком], а нам с Дэвидом двигаться дальше в качестве группы „Pink Floyd“. […] В конце концов суд принял версию Джерома как окончательный и обязательный документ и должным образом заверил его печатью.

Уотерс был освобождён от своего контрактного обязательства, согласно которому ему не полагались роялти за уже выпущенный материал, если он отказывался записывать с Pink Floyd новые альбомы. После ухода музыканта группа выпустила ещё три студийных пластинки: A Momentary Lapse of Reason (1987), The Division Bell (1994) и The Endless River (2014). В 2005 году Уотерс так высказался об их почти 20-летней вражде: «Я не считаю, что кто-то из нас вышел победителем из тех событий 1985 года… Это было плохое, негативное время, и я сожалею о своём участии в этом противостоянии». В 2013 году музыкант заявил, что сожалеет о судебном иске, подчёркивая: 
Я заблуждался. Несомненно […] Это один из немногих случаев, когда общение с юристами меня кое-чему научило. Потому что, когда я пришёл к этим ребятам и сказал: „Послушайте, мы разорены, это уже не Pink Floyd“, они ответили: „Что вы имеете в виду? Это не имеет значения, это бренд, и он имеет коммерческую ценность. Нельзя взять и объявить, что он прекращает своё существование […] очевидно, вы не разбираетесь в английской юриспруденции“.

### 1984 — настоящее время: сольная карьера

#### 1984—1989: «The Pros and Cons of Hitch Hiking», «When the Wind Blows» и «Radio K.A.O.S.»
В 1984 году Уотерс выпустил свой первый сольный диск The Pros and Cons of Hitch Hiking, считающийся «одним из самых литературных альбомов в истории рок-музыки», в котором выражал свои мысли по поводу идей моногамии и принципов семейной жизни в сравнении с «необузданным зовом природы». Его главный герой, Редж, в конце повествования делал выбор в пользу любви и брака вместо распущенности и аморальности. В создании альбома принимали участие гитарист Эрик Клэптон и джазовый саксофонист Дэвид Сэнборн; оформлением обложки вновь занимался Джеральд Скарф. Этот альбом «с вопиющим отсутствием мелодий» привёл поклонников Pink Floyd в замешательство, а изображение «голой голосующей нимфетки» на обложке вызвало протесты со стороны феминисток. Пластинка получила разгромные рецензии прессы: так, Курт Лодер из журнала Rolling Stone написал, что она довела «обычную желчность Уотерса» до «музыкальной чепухи», поставив ей самую низкую оценку — один балл. Тем не менее по прошествии лет в своём обзоре для AllMusic Майк Деган похвалил «оригинальный символизм» альбома и «блестящее использование потока сознания в области подсознания», оценив его в четыре балла из пяти.
В поддержку альбома был организован концертный тур с новой гастрольной группой, в которой также участвовал Клэптон, и новой подборкой материала, включающей ряд старых композиций Pink Floyd. Уотерс начал выступления в Стокгольме 16 июня 1984 года. Однако билеты на концерты продавались плохо, и некоторые шоу в крупных городах были отменены; по подсчётам Уотерса, его потери от этих гастролей составили 400 000 фунтов стерлингов. Большинство обозревателей сходилось во мнении, что материал альбома был эффектней на сцене, нежели на виниле, хотя главный редактор Rolling Stone Дэвид Фрике считал эти шоу «раздражающим слух эхом и прозрачным намёком на то, что Роджер Уотерс и был настоящим Pink Floyd». В марте 1985 года музыкант начал вторую серию североамериканских концертов — North America Tour 1985, на этот раз выступая на небольших площадках вместе с командой, собранной из музыкантов его предыдущего турне, а также с ветеранами гастрольных туров Pink Floyd. К тому времени The Pros and Cons of Hitch Hiking получил «золотую» сертификацию в Соединённых Штатах.
В 1986 году Уотерс сочинил песни и партитуру для саундтрека к анимационному фильму «Когда дует ветер», основанному на одноимённом комиксе писателя Рэймонда Бриггса. Во время записи музыканту аккомпанировала собранная им группа The Bleeding Heart Band, в которую, среди прочих, входил Пол Кэррак. В 1987 году Уотерс выпустил второй сольный диск — Radio K.A.O.S.; концепция альбома базировалась на сюжете о немом человеке по имени Билли из обедневшего валлийского шахтёрского городка, который развивает в себе способность настраиваться на любые радиоволны без помощи радиоприёмника. Используя синтезаторы речи, он начинает общаться с радиодиджеем, со временем совершенствуя свои сверхъестественные способности до такой степени, что «начинает контролировать самые мощные компьютеры». В итоге, будучи недовольным окружающей обстановкой в мире, он симулирует ядерную атаку, чтобы заставить страны разоружиться. Уотерс посвятил альбом «всем тем, кто обнаружил себя в тисках монетаризма», обрушившись с критикой на «рыночные силы» и то обстоятельство, что современный подход «информация есть власть» лишает людей возможности конкурировать на этом рынке. Radio K.A.O.S., который задумывался как пластинка, концертное шоу и фильм, получил смешанные отзывы от музыкальной прессы. Так, рецензент Rolling Stone назвал альбом «не идеальным, но мощным». Некоторые из рецензентов сочли его концепцию «перемудрённой» и «притянутой за уши». Также критике подверглась музыкальная составляющая альбома; звукорежиссёр Ник Гриффитс сетовал: «Меня не покидает ощущение, что здесь бы действительно не помешала хорошая партия гитары». В свою очередь, Гилмор оценил этот диск словами: «Много электроники, а музыки нет». Вслед за релизом пластинки, в том же году, последовал очередной концертный тур.

#### 1989—1999: «The Wall — Live in Berlin» и «Amused to Death»
«Я ни в коем случае не собираюсь ехать в Берлин, чтобы отпраздновать то, что я считаю победой капитализма над социализмом… Я отправляюсь туда, чтобы отметить триумф человеческой личности».
В ноябре 1989 года пала Берлинская стена, а в июле 1990 года Уотерс организовал один из самых масштабных и сложно спроектированных концертов в истории рок-музыки, The Wall Live in Berlin, впоследствии названный крупнейшим культурным и политическим событием в Европе на уровне Вудстока и Live Aid. Шоу проходило в самом центре города — на пустыре между Потсдамской площадью и Бранденбургскими воротами. По официальным данным, концерт посетило более 200 000 человек (по некоторым оценкам, их было в два раза больше), ещё около миллиарда телезрителей посмотрели его в прямом эфире. Идея мероприятия возникла у Уотерса после встречи с Леонардом Чеширом, который попросил его об организации концерта с целью сбора средств на благотворительность. Автором The Wall была приглашена пара дюжин «легендарных музыкантов», в том числе Джони Митчелл, Ван Моррисон, Синди Лопер, Брайан Адамс, группа Scorpions и Шинейд О’Коннор. Помимо этого, при помощи Чешира он смог задействовать в представлении Восточно-Германский симфонический оркестр и хор, Сводный военный оркестр Западной группы войск Советской Армии, а также пару вертолётов из 7-й воздушно-десантной эскадрильи США. Спроектированная архитектором Марком Фишером стена представляла собой огромное сооружение, расположенное поперёк съёмочной площадки, — 25 метров в высоту и 170 метров в длину; также для шоу были воссозданы надувные марионетки Скарфа в увеличенном масштабе (получившие статус самых больших кукол, сделанных когда-либо). Несмотря на то, что многие звёзды получили приглашение на концерт, среди них не фигурировали Гилмор, Мейсон и Райт. Благодаря продаже прав на съёмки, а также выпуску видео и двойного концертного альбома, получившего «платиновый» статус в США, затраченные на организацию шоу 8 000 000 долларов были возвращены с лихвой.
В 1990 году Уотерс нанял менеджера Марка Фенвика и покинул EMI, чтобы заключить контракт с новым лейблом — Columbia. В 1992 году он выпустил свой третий сольный студийный альбом Amused to Death. На содержание этой записи сильно повлияли протесты на площади Тяньаньмэнь в 1989 году и Война в Персидском заливе, а также критика телевидения, которое превращает понятие «войны» в предмет развлекательной сферы. Название альбома было вдохновлено книгой Нила Постмана «Развлекаемся до смерти», посвящённой проблемам взаимоотношений средств массовой информации и властей. По словам Уотерса, его главной мыслью было следующее: «Когда телевидение становится коммерческим и превращается в источник получения прибыли, оно делает нашу жизнь банальной и бесчеловечной». Также музыкант отмечал, что в отличие от Radio K.A.O.S., на котором преобладал универсальный подход, темы его нового альбома «затрагивают муки моей собственной души». Сопродюсером пластинки выступил Патрик Леонард, ранее работавший с Гилмором и Мейсоном над A Momentary Lapse of Reason. Альбом был записан на десяти различных студиях звукозаписи при участии сессионных музыкантов, одним из которых был гитарист Джефф Бек. Amused to Death стал самым высоко оценённым релизом в сольной дискографии Уотерса, многие критики сравнивали его с творчеством музыканта периода Pink Floyd. Сам Уотерс описал проделанную им работу как «потрясающую», назвав альбом одним из лучших в своей карьере и поставив его в один ряд с The Dark Side Of The Moon и The Wall. Ведущий сингл пластинки, «What God Wants, Pt. 1», добрался до 35-го места в британском чарте и отметился на 5-й строчке американского хит-парада Hot Mainstream Rock Tracks. Хотя альбом получил «серебряную» сертификацию на родине автора, а его продажи превысили отметку в 1 000 000 долларов, турне в его поддержку не последовало. Уотерс впервые исполнил материал из этой пластинки только спустя семь лет во время гастрольного тура In The Flesh. В 1996 году музыкант был включён в Зал славы рок-н-ролла в качестве члена группы Pink Floyd.

#### 1999—2004: In the Flesh tour и постановка «The Wall» на Бродвее
В 1999 году, после 12-летнего перерыва в гастролях и семилетнего отсутствия в музыкальной индустрии, Уотерс отправился в турне In The Flesh, подготовив для него как сольный материал, так и проверенные временем композиции Pink Floyd. Тур, первоначально проходивший на территории Северной Америки, пользовался большим успехом у публики; хотя первоначально бронировались небольшие концертные залы, спрос на билеты был столь велик, что многие выступления были перемещены в более крупные помещения. В связи с большим успехом первого тура были организованы ещё два — второй американский (2000) и международный (2002), с частично изменённым сет-листом, в общей сложности продлившись три года. Впоследствии записи, сделанные во время турне, легли в основу материалов, выпущенных на CD и DVD под названием In the Flesh – Live. На протяжении тура Уотерс исполнял две новые песни, «Flickering Flame» и «Each Small Candle», во время выхода «на бис» в конце многих шоу. Гастроли закончились в июне 2002 года финальным концертом перед 70-тысячной аудиторией на фестивале Гластонбери, Уотерс исполнил 15 песен Pink Floyd и пять композиций из своего сольного каталога.
В 2004 году компания Miramax объявила о планах создания бродвейской постановки по мотивам альбома The Wall при непосредственном участии Уотерса в качестве сценариста и аранжировщика. Один из идейных вдохновителей проекта Тимоти Моттола писал: «Есть не так много проектов уровня „The Wall“. Прошло больше двадцати лет с её первого выхода, но „The Wall“, преодолевая социально-экономические и политические границы, остаётся интересной людям разных поколений». В ночь на 1 мая 2004 года, по случаю крупнейшего разового расширения Европейского союза, на Мальте (в одной из стран, получивших членство) были исполнены отрывки, в том числе увертюра, из предстоящей оперы Уотерса Ça Ira. Они были смикшированы в одно цельное произведение, прозвучавшее в качестве аккомпанемента к масштабному световому и фейерверк-шоу немецкого постановщика Герта Хофа, состоявшемуся в Великой гавани города Валлетты. В июле 2004 года Уотерс опубликовал в интернете два новых трека: «To Kill The Child», вдохновлённый американским вторжением в Ирак, и «Leaving Beirut», антивоенную песню, навеянную его путешествиями по Ближнему Востоку в подростковом возрасте.

#### 2005—2015: воссоединение Pink Floyd, «Ça Ira» и дальнейшие гастроли
2 июля 2005 года Уотерс воссоединился с Мейсоном, Райтом и Гилмором для совместного выступления на благотворительном концерте Live 8, проходившем в лондонском Гайд-парке. Шоу стало первым воссоединением всех четырёх участников «золотого» состава Pink Floyd за 24 года и, как оказалось, — последним. Обсуждение списка композиций прошло за 10 дней до концерта, репетиции заняли три дня. Музыканты отыграли 23-минутный сет, состоящий из четырёх песен — «Breathe», «Money», «Comfortably Numb», а также «Wish You Were Here», перед исполнением которой Уотерс обратился к публике со словами: 
Очень волнующе стоять на сцене с этими людьми, после стольких лет разлуки… и играть для вас. Мы посвящаем наше выступление всем… кого здесь нет, и в первую очередь тебе, Сид.
Позднее в интервью агентству Ассошиэйтед Пресс бас-гитарист заявил, что, хотя совместное выступление с Pink Floyd оказалось для него положительным опытом, шансы на полноценное воссоединение группы являются весьма «призрачными», учитывая сохранившиеся музыкальные и идеологические разногласия между ним и Гилмором. Несмотря на то, что у Уотерса и остальных музыкантов были разные представления относительно того, какие песни должны были прозвучать на их выступлении, он «согласился уступить ради одного концерта». В ноябре 2005 года Pink Floyd были введены в Зал славы музыки Великобритании Питом Таунсендом из группы The Who.
В сентябре 2005 года Уотерс выпустил альбом Ça Ira (произносится как [sa iˈʁa] — с французского переводится как «Всё будет хорошо»; Уотерс добавил подзаголовок «Есть надежда» [англ. «There is Hope»]) — оперу в трёх действиях, основанную на либретто покойного французского поэта Этьена Рода-Жиля (сочинённом в соавторстве с его женой Нади́н Делайе), сюжет которой базировался на исторических событиях начала Великой французской революции. Уотерс начал переводить либретто на английский язык в 1989 году, так прокомментировав его структуру: «Я всегда был большим поклонником хоровой музыки Бетховена, Берлиоза и Бородина … Она беззастенчиво романтична и связана с традицией начала XIX века, именно к этому [периоду] предрасположены мои вкусы в классической и хоровой музыке». Запись была выпущена в виде двойного альбома при участии баритона Брина Терфеля, сопрано Ин Хуан и тенора Пола Гроувса. Уотерс несколько раз появлялся на телевидении, чтобы обсудить оперу, однако, как правило, вместо этого интервью сводились к его отношениям с бывшими коллегами по Pink Floyd, что музыкант «принимал как должное». По мнению биографа группы Марка Блейка, это было «одним из свидетельств его преклонного возраста или двадцати лет преданной психотерапии». Опера Ça Ira достигла 5-го места в американском чарте Billboard Classical Music Chart, ориентированном на классическую музыку.
В июне 2006 года стартовал гастрольный тур Уотерса под названием The Dark Side Of The Moon Live, проходивший на территориях Европы (в июне) и Северной Америки (в сентябре). В первой половине шоу были представлены композиции Pink Floyd, а также сольный материал Уотерса, в то время как его вторая половина была посвящена полному исполнению альбома The Dark Side Of The Moon — впервые более чем за тридцать лет после концертов группы в поддержку этой пластинки. Выступление заканчивались исполнением «на бис» композиций с альбома The Wall. Дизайном освещения и постановкой шоу занимался режиссёр Марк Брикман, задействовав в концертном представлении лазерные установки, дымовые завесы, различную пиротехнику, видеопроекции с психоделическими мотивами, огромные надувные манекены (космонавт и свинья), управляемые отдельным оператором в костюме мясника, а также 360-градусную квадрофоническую звуковую систему. Во время некоторых выступлений к Уотерсу присоединялся ударник Ник Мейсон, как правило, в финальном выходе «на бис». В январе 2007 года музыкант продолжил гастролировать, посетив Австралию, Новую Зеландию, Азию, Европу, Южную Америку, после чего вновь вернулся в Северную Америку в июне.
7 июля 2006 года из-за осложнений, связанных с диабетом, умер соучредитель Pink Floyd — Сид Барретт. 10 мая 2007 года в лондонском зале Barbican Centre состоялся концерт его памяти «Syd Barrett — Madcap’s Last Laugh», организованный Джо Бойдом и другом Гилмора Ником Лэрд-Клаузом. В мероприятии, среди прочих, приняла участие вся четвёрка Pink Floyd: трио Гилмор, Мейсон, Райт, а также Уотерс — сольно, что ещё раз подтвердило факт о невозможности воссоединения Pink Floyd (после смерти Райта в 2008 году эта призрачная возможность была окончательно утрачена). Бас-гитарист сыграл композицию «Flickering Flame» из сольного репертуара; трио, в свою очередь, исполнило давнишнюю песню своего бывшего лидера — «Arnold Layne». Во время выступления название Pink Floyd не упоминалось.
В 2007 году новая песня Уотерса — «Hello (I Love You)» — была включена в саундтрек научно-фантастического фильма «Последняя Мимзи Вселенной». Она прозвучала на фоне финальных титров и впоследствии была выпущена в качестве сингла на CD, а также в цифровом варианте. Музыкант описал её как «песню, которая отражает основные темы фильма — столкновение лучших и худших инстинктов человечества и то, как невинность ребёнка может одержать верх [над злом]». В апреле 2008 года Уотерс выступил на фестивале Коачелла, а в декабре должен был стать одним из хедлайнеров концерта Live Earth в Мумбаи, однако, в свете террористических атак 26 ноября, мероприятие было отменено. В тот же период Уотерс обсуждал возможный выпуск новой пластинки под предварительным названием Heartland.

#### 2010 — настоящее время: «The Wall Live» и «Is This the Life We Really Want?»
В июне 2010 года Уотерс выпустил кавер-версию протестной песни «We Shall Overcome» (вариант в аранжировке Гая Кэрэуэна и Пита Сигера). 10 июля того же года он выступил вместе с Гилмором на благотворительном мероприятии, организованном фондом Hoping Foundation. Концерт, целью которого был сбор средств для палестинских детей, проходил в Kiddington Hall в Оксфордшире с аудиторией около 200 человек. Сет-лист музыкантов состоял из кавер-версии композиции Фила Спектора «To Know Him Is to Love Him», которая исполнялась Pink Floyd на саундчеках в начале их карьеры, а также песен «Wish You Were Here», «Comfortably Numb» и «Another Brick in The Wall (Part II)».
В сентябре 2010 года Уотерс отправился в гастрольный тур The Wall Live, представив обновлённую версию оригинального концертного шоу Pink Floyd, включающую полное исполнение альбома The Wall. В интервью агентству Ассошиэйтед Пресс музыкант отметил, что этот тур, скорее всего, будет последним в его карьере, подчеркнув: «Я уже не так молод, как раньше. Я не такой, как Би Би Кинг или Мадди Уотерс. Я не великий вокалист и не великий инструменталист или кто-то в этом роде, но у меня все ещё пылает огонь внутри, и мне есть что сказать. Я ещё не спел свою лебединую песню, но, вероятно, это будет она». Во время одного из шоу, проходившего 12 мая 2011 года на лондонском стадионе O2 Arena, Уотерс вновь воссоединился со своими бывшими коллегами. Музыкант исполнил композицию «Comfortably Numb» вместе с Гилмором (исполнившим гитарное соло), после чего в концерте также поучаствовал Мейсон — сыграв на тамбурине в песне «Outside The Wall», аккомпанируя вместе с Гилмором, сменившим гитару на мандолину, поющему Уотерсу. В первой половине 2012 года The Wall Live занял 1-е место среди самых прибыльных турне года с более 1,4 миллиона проданных билетов по всему миру, позволив Уотерсу обойти таких артистов, как Брюс Спрингстин и Мадонна. В 2013 году он был признан самым коммерчески успешным туром среди сольных исполнителей в истории. 12 декабря Уотерс выступил на Концерте в поддержку пострадавших от урагана «Сэнди», состоявшемся в Мэдисон-Сквер-Гардене. 24 июля 2015 года Уотерс стал хедлайнером Ньюпортского фолк-фестиваля, музыканту аккомпанировали группа My Morning Jacket и два вокалиста из проекта Lucius.
3 мая 2016 года Уотерс был объявлен одним из хедлайнеров музыкального фестиваля Desert Trip, выступив там дважды — 9 и 16 октября. В том же месяце музыкант объявил, что проведёт в 2017 году ещё одно турне по Северной Америке — Us + Them Tour, планируя исполнять в нём как собственный материал, так и композиции Pink Floyd. Название гастрольного тура было вдохновлено композицией «Us and Them» с альбома The Dark Side of the Moon. 2 июня 2017 года Уотерс прервал почти 25-летнюю творческую паузу и выпустил новый сольный альбом Is This the Life We Really Want?. В создании пластинки принимал участие Найджел Годрич, бессменный продюсер группы Radiohead; он раскритиковал более раннее творчество музыканта, призвав его записать более ёмкий диск, демонстрирующий силу его текстов. Промоушен пластинки проходил в рамках турне Us + Them Tour. Лонгплей был тепло встречен критиками: так, обозреватель Consequence of Sound писал, что его «можно легко назвать наиболее доступным из сольных работ Уотерса — это квинтэссенция во многих отношениях антифашистских, антиимпериалистических, антиалчных посланий, которые он нёс в массы со времён [деятельности в] Pink Floyd». В 2018 году Уотерс рассказал о своей работе над переосмыслением оперы «История солдата» Игоря Стравинского вместе с музыкантами Фестиваля камерной музыки в Бриджгемптоне, в которой он выступил в качестве рассказчика, а также озвучил всех персонажей. Релиз проекта состоялся 26 октября на лейбле Sony Classic Masterworks под названием «Igor Stravinsky’s The Soldier’s Tale». 18 апреля 2019 года Уотерс присоединился к новой группе Ника Мейсона Nick Mason’s Saucerful of Secrets, исполнив вокал к песне «Set the Controls for the Heart of the Sun» во время выступления ансамбля на сцене нью-йоркского концертного зала «Beacon Theatre».

### Политическая активность

#### Общие политические взгляды
«Ассанж, а также Мэннинг, Сноуден и другие активисты-разоблачители, проявившие себя в последние годы, — это герои. Они помогли нам получить хотя бы часть сведений, которые власть имущие утаили бы, будь на то их воля. И это в странах, которые называют себя демократиями и где власть должна, по идее, действовать в интересах народа!».
В текстах песен Pink Floyd, прежде всего в альбомах, выпущенных начиная со второй половины 1970-х годов, а впоследствии и в своих сольных альбомах, Уотерс пытался донести до слушателей свою жизненную позицию, включая политические взгляды: в альбоме Wish You Were Here звучит критика музыкальной индустрии и шоу-бизнеса в целом, в альбоме Animals отражена сатира на «уничтожающую конкурентов» капиталистическую систему. Гибель отца на войне определила пацифистские убеждения Уотерса. Наиболее ярко свои мысли он воплотил в песнях альбомов The Wall (центральной песней которого он назвал «Bring the Boys Back Home») и The Final Cut (в котором Уотерс обрушил свой гнев на сильных мира сего, развязавших военные конфликты, — Тэтчер, Брежнева, Бегина и латиноамериканских диктаторов), а также в Radio K.A.O.S, в котором высказался об опасности ядерной катастрофы. Мировоззрение Уотерса представляло собой комбинацию «испепеляющего цинизма и праведного гнева» в отношении системы со страстной пропагандой человеческих ценностей.
По словам Ника Мейсона, «политические пристрастия», которые он разделял с Уотерсом, были обусловлены той «средой», в которой они воспитывались с детства. Как мать Уотерса, так и родители Мейсона были членами Коммунистической партии и всегда поддерживали на выборах лейбористов. Схожих левых взглядов и убеждений придерживалась и первая жена Уотерса Джудит Трим (Питер Дженнер называл её «троцкисткой крайне левого толка»). В начале 1960-х годов, когда Уотерс возглавлял молодёжное отделение Кампании за ядерное разоружение в Кембридже, они с Джудит неоднократно участвовали в антивоенных маршах из Олдермастона в Лондон.
В начале 1970-х годов, когда группа впервые стала получать ощутимую прибыль от своей музыкальной деятельности, которую участники группы тратили на покупку домов и предметов роскоши, Уотерс продолжал жить в «мрачном месте в почти что пролетарском районе Ислингтон». В период совместной жизни с Джудит они покупали десятки квартир, которые потом за умеренную плату сдавали нуждающимся беднякам. Уотерс заявлял в то время, что считает невозможным для себя сочетать «социалистические принципы и сочувствие к менее обеспеченным людям» и обладание автомобилем марки «Ягуар», который он поменял на марку «Мини». В то же время после развода с Джудит и знакомства с Кэролайн Кристи Уотерс стал менее строго соблюдать свои «социалистические принципы» и даже начал коллекционировать полотна французских импрессионистов: «Ты проходишь через то, что думаешь: сколько добра ты бы мог сделать, раздавая деньги налево и направо. Но в итоге начинаешь эти деньги копить».
В 2004 году Уотерс исполнил песню «Wish You Were Here» вместе с Эриком Клэптоном во время благотворительного концерта на телеканале NBC, организованного для сбора средств пострадавшим от землетрясения в Индийском океане. В том же году музыкант публично выступал против т. н. закона «Об охоте», запрещающего традиционную английскую охоту на лис на территории Англии и Уэльса, выступив с концертами на маршах в поддержку Сельского альянса. По словам Уотерса, независимо от его отношения к охоте, важно защищать её как право. Вскоре он покинул Великобританию. В октябре 2005 года музыкант пояснил, что уехал из страны не в знак протеста против охотничьего законодательства, а по семейным обстоятельствам, и что он часто возвращается к себе на родину.

Покинув Великобританию, Уотерс переехал на Лонг-Айленд в Нью-Йорк вместе со своей невестой Лори Дарнинг. В июне 2007 года он стал членом некоммерческой организации Millennium Promise, занимающейся искоренением крайней нищеты, написав статью для CNN в поддержку этой темы. В июле Уотерс принял участие в проходившем в Нью-Джерси благотворительном концерте Live Earth, направленном на повышение осведомлённости людей о глобальных изменениях климата. Музыканту аккомпанировал Трентонский молодёжный хор, а в качестве реквизита была использована фирменная надувная свинья. В интервью Дэвиду Фрике Уотерс рассказал, почему альбом The Wall всё ещё актуален сегодня: 
Потеря отца — это центральная тема, на которой базируется [The Wall]. Времена меняются, но дети снова и снова продолжают терять своих отцов, причём совершенно напрасно. Мы наблюдаем подобное и в нынешнее время — всех этих отцов, настоящих мужчин, которые потеряли свои жизни и конечности в Ираке безо всякой на то причины. Я исполнял песню „Bring The Boys Back Home“, выходя на бис во время недавних гастрольных туров. Сейчас мне кажется более уместным и трогательным петь эту песню, чем в 1979 году.
В 2012 году Уотерс провёл акцию вместе с фондом «Stand Up for Heroes», занимающимся поддержкой ветеранов Вооружённых сил США. Он пригласил музыкальную группу раненных в боях ветеранов под названием MusiCorps выступить вместе с ним на сцене. В июне 2013 года Уотерс и многие другие знаменитости поучаствовали в создании видеоролика в поддержку Челси Мэннинг.
Уотерс является противником «Брексита» (выхода Великобритании из Европейского союза). После референдума в июне 2016 года, на котором британская общественность проголосовала за выход из ЕС, музыкант заявил: «Если бы я голосовал, я бы, очевидно, проголосовал за то, чтобы остаться в Европейском союзе. […] Я думал, что мы выше этого. Но я ошибался».
Уотерс критически высказывался в адрес президента США Дональда Трампа и проводившейся им политики. В 2017 году музыкант осудил его план строительства стены на границе Соединённых Штатов и Мексики, заявив, что альбом The Wall «очень актуален и поныне с [политикой] мистера Трампа и всеми этими разговорами о строительстве стен и создании как можно большей вражды между народами и религиями».
После химической атаки в Думе, в апреле 2018 года, Уотерс назвал добровольческую группу «Белые каски», первой сообщившую о нападении, «фальшивой организацией», создающей пропагандистский фон для «джихадистов и террористов». За это он был раскритикован многими западными СМИ, в том числе газетой The Guardian, чей корреспондент Джонатан Фридленд обвинил музыканта в подыгрывании пророссийским взглядам, выступающим в поддержку президента Башара Асада. В октябре 2018 года Уотерс выступил на концерте в Сан-Паулу, организованном против одного из кандидатов в президенты — Жаира Болсонару, представляющего ультраправые силы, который в итоге победил на выборах.
В августе 2018 года Уотерс заявил, что смена власти на Украине в феврале 2014 года была спланирована Вашингтоном и спровоцировала Россию на действия в Крыму, отметив, что «Севастополь очень важен для России и россиян. Существует множество договоров и бумаг, по которым Россия имеет все права на этот город». По его мнению, «Виктория Нуланд во всём виновата, она всё это организовала, и теперь страна там разделена на две части. Я не знаю, как Украина выйдет из всей этой ситуации, но обвинять в этом Россию просто смешно. Однако у американцев это хорошо получается, и люди им верят, потому они контролируют прессу и могут выкручивать ситуацию так, как им выгодно». Слова Уотерса стали причиной занесения его украинской стороной в базу «Миротворец».
В феврале 2019 года Уотерс использовал свой аккаунт в Twitter для публикации «чрезвычайной демонстрации» действий американского представительства в ООН, высказавшись против политики США в отношении официального правительства Каракаса. По мнению музыканта, Соединённые Штаты пытаются уничтожить венесуэльскую демократию, чтобы «1% [населения] мог разграбить нефтяные богатства этой страны». Ряд пользователей Twitter, включая венесуэльскую рок-группу La Vida Bohème, раскритиковали позицию музыканта и его поддержку венесуэльского правительства во время политического кризиса, утверждая, что Венесуэла обладает «истинной демократией». В знак благодарности президент Николас Мадуро подарил Уотерсу гитару: «Он — мировая рок-знаменитость… и его позиция — в понимании, солидарности и поддержке народа Венесуэлы на фоне империалистической североамериканской блокады, в поддержке мира и стабильности Венесуэлы».
«Мы живём в романе О́руэлла «1984». Когда мои дети были подростками, я настоял на том, чтобы они прочли его и книгу Хаксли «О дивный новый мир». Всем детям нужно прочесть Хаксли, Оруэлла и, может быть, что-то из Уэллса. [...] Они описывают современный мир, в котором пропаганда важнее, намного важнее фактов. И сейчас эта тема заслуживает самого пристального внимания! Вся эта история с фейками связана с тем, что люди осознали: чтобы удерживать власть, нужно умело вести пропаганду и громко выдавать людям одну большую ложь за другой. И мейнстримным СМИ меньше всего хочется, чтобы кто-то проливал свет на ту или иную проблему».
2 сентября 2019 года Уотерс выступил на митинге у здания Министерства внутренних дел Великобритании, призывая освободить основателя WikiLeaks Джулиана Ассанжа и исполнив песню «Wish You Were Here» в его поддержку. «Совершенно очевидно, что это всё подстроено, и они изо всех сил стараются его убить», — заявил музыкант в октябрьском интервью Russia Today, «Ситуация с Джулианом Ассанжем становится предупреждением другим журналистам: если вы будете говорить правду, особенно о власти, то мы до вас доберёмся. Вот какой здесь посыл».
В ноябре 2019 года, вместе с другими общественными деятелями, Уотерс подписал письмо в поддержку лидера Лейбористской партии Джереми Корбина, назвав его «маяком надежды в борьбе с зарождающимися ультраправым национализмом, ксенофобией и расизмом во многих странах демократического мира» и поддержав его на парламентских выборах в 2019 году. В декабре того же года вместе с 42 другими деятелями культуры он подписал письмо в поддержку Лейбористской партии на выборах 2019 года. В письме говорилось, что «предвыборный манифест лейбористов под руководством Джереми Корбина предлагает план преобразований, в котором приоритет отдаётся потребностям людей и планеты, а не частной прибыли и корыстным интересам [богатого] меньшинства».
В феврале 2020 года Уотерс участвовал в лондонской акции протеста против экстрадиции Ассанжа. Представляя собравшимся на митинге индийского поэта и активиста Аамира Азиза из Jamia Milllia Islamia, Уотерс сослался на вызвавшие общественный резонанс поправки в индийский закон «О гражданстве» 2019 года, назвав их «фашистскими» и «расистскими».
В июне 2020 года, на фоне возобновившихся споров о роли Советского Союза в победе над нацистской Германией во Второй мировой войне, Уотерс заявил, что победа была достигнута благодаря тому, что русский народ разгромил нацистов. По мнению музыканта: «Не отважные британцы или прибывшие на помощь из Северной Атлантики силы, а именно русский народ принёс величайшую жертву, чтобы сдержать нацистов и победить их». Уотерс подчеркнул, что этому факту не уделяется достаточно внимания со стороны западных стран, «при том что русские принесли победу для всего остального мира», назвав такое поведение «совершеннейшим безумием».
В марте 2022 года Уотерс осудил военные действия России на Украине: «Я испытываю отвращение к вторжению Путина на Украину». Он назвал его «преступной ошибкой» и «поступком гангстера» и призвал немедленно прекратить огонь. Также музыкант посетовал, что правительства западных стран подпитывают конфронтацию, поставляя оружие на Украину, вместо того, чтобы заниматься дипломатией. В частности, он раскритиковал «преступных ястребов из Вашингтона», заявив, что они наслаждаются «храбростью находиться вне досягаемости», цитируя песню из альбома Amused to Death. Помимо этого, он назвал руководителей украинского батальона «Азов» и объединение С14 неонацистами. Позднее Уотерс прикрепил этот текст к видео, которое сопровождало перезаписанную им антивоенную песню «The Gunner’s Dream». За неделю до этого Уотерс написал статью для Brave New Europe, в которой также осудил войну. «Россия — настоящий неолиберально-капиталистический гангстерский рай, смоделированный во времена её ужасающей реструктуризации при Борисе Ельцине (1991—1999) по образцу США», — писал музыкант, — «Неудивительно, что её деспотичный и, возможно, неуравновешенный лидер Владимир Путин уважает Устав ООН и международное право не больше, чем недавние президенты США или премьер-министры Англии». Уотерс также раскритиковал американские СМИ, за то, что они намекали, что вторжение России на Украину было бо́льшим злодеянием, нежели западные вторжения в Афганистан или Ирак, потому что «[украинцы] похожи на нас», намекая на расизм прессы. Ранее фанаты обвиняли его в симпатиях к Путину.
Летом 2022 года, во время интервью CNN, Уотерс назвал Джо Байдена военным преступником из‑за разжигания конфликта на территории Украины. По мнению музыканта, действия России на Украине стали ответом на расширение блока НАТО на восток вплотную к границам России. «Хотя руководители альянса обещали не делать этого» — подчеркнул музыкант, — «Представьте, как бы отреагировал Вашингтон, если бы, например, Китай разместил ядерные ракеты в Мексике и Канаде». Во время концертов гастрольного тура This Is Not A Drill Уотерс демонстрировал фотографии людей, которых считает «военными преступниками»; среди них фигурировала фотография нынешнего президента США с надписью «Только начинает».
Осенью Уотерс написал открытое письмо жене Зеленского Елене, где он попросил убедить президента Украины «прекратить бойню» и задался вопросом «не лучше ли потребовать выполнения предвыборных обещаний вашего мужа и положить конец этой смертельной войне». По его мнению, Владимир Зеленский согласился с «тоталитарным антидемократическим отвержением воли украинского народа», из-за чего с тех пор «силы крайнего национализма правят Украиной». В феврале 2023 года музыкант выступил в ООН (по просьбе России) с призывом «прекратить огонь на Украине». Уотерс подчеркнул, что выступает от имени «молчаливого большинства», которое «обеспокоено, что бесконечные войны разрушат планету».
В июле 2023 года присоединился к призыву разблокировать Нагорный Карабах (Арцах) и прекратить притеснение его жителей.
Уотерс является открытым социалистом, одним из своих героев считает Сальвадора Альенде.

#### Израиль и Палестина
В июне 2009 года Уотерс выступил против израильского разделительного барьера на Западном берегу реки Иордан , в том же году пообещав поддержать Марш за свободу Газы. В 2011 году он объявил, что присоединился к движению «Бойкот, изоляция и санкции» (BDS), тем самым выразив протест против израильской оккупации палестинских территорий. По словам Уотерса, он был разочарован внешней политикой Великобритании в отношении Израиля. В октябре 2016 года Уотерс потерял спонсорский контракт на 4 000 000 долларов после того, как компания American Express отказалась финансировать его предстоящее турне по Северной Америке из-за антиизраильской риторики музыканта на предыдущем фестивале, спонсируемом этой организацией. В ноябре 2016 года к позиции American Express присоединилась компания Citibank: «Наша организация больше не является спонсором предстоящего гастрольного тура Роджера Уотерса. […] Ранее мы организовывали ограниченную предварительную продажу билетов для держателей наших банковских карт на определённые концерты. […] Предварительная продажа закончилась, и мы не планируем продолжать сотрудничать с [Уотерсом] в будущем».
В 2013 году директор Антидиффамационной лиги Авраам Фоксман обвинил Уотерса в антисемитизме за его поддержку BDS и за заявления музыканта, что нынешняя палестинская ситуация сродни «тому, что происходило в 1930-е годы в Германии». Ранее в том же году раввин Авраам Купер, заместитель декана Центра Симона Визенталя, обвинил Уотерса в антисемитизме за то, что он задействовал в одном из своих концертов гигантский воздушный шар в виде свиньи с изображённой на ней звездой Давида. В ответ на это Уотерс заявил: «Я сожалею о политике израильского правительства на оккупированных территориях и в Газе. Она безнравственна, бесчеловечна и незаконна. Я буду продолжать свои ненасильственные протесты до тех пор, пока правительство Израиля будет продолжать проводить эту политику. […] Трудно привести аргументы в её защиту, поэтому потенциальные заступники [израильского государства] часто используют отвлекающую тактику — они регулярно переводят [дискуссию] в публичную плоскость и обвиняют критика в том, что он антисемит». 2 октября 2015 года Уотерс опубликовал открытое письмо на израильском новостном портале Salon, в котором раскритиковал группу Bon Jovi за их выступление в Тель-Авиве, что вылилось в критику Уотерса со стороны Говарда Стерна на его личном радиошоу. В июне 2017 года организация, известная как We Don’t Need No Roger Waters, начала бойкотировать Уотерса за его поддержку BDS. В свою очередь, концерты музыканта в Германии были бойкотированы Рабочей группой общественных вещателей Федеративной Республики Германии.
В 2016 году Уотерс принял участие в создании документального фильма The Occupation of the American Mind: Israel’s Public Relations War in the United States (рус. «Захват американского сознания: PR-война Израиля с США») о методах, используемых Израилем для формирования американского общественного мнения, выступив в роли рассказчика.
4 мая 2019 года Уотерс принял участие в дискуссионном форуме на тему «Израиль, свобода слова и борьба за права человека в Палестине» в Массачусетском университете Амхерста. Группа студентов пыталась запретить дискуссию через суд на том основании, что она была антисемитской и могла «нанести [им] непоправимый вред», однако Высокий суд не усмотрел в этом мероприятии чего-либо неправомерного. Уотерс приветствовал решение суда как способ предания гласности событий в Палестине и заявил, что «критика попрания израильским правительством международного права и нарушений прав человека не имеет ничего общего с еврейской верой или еврейским народом».
В феврале 2020 года еврейская организация Бней-Брит подвергла критике решение Главной лиги бейсбола Соединённых Штатов о демонстрации рекламных роликов Уотерса «This Is Not a Drill» (посвящённых предстоящей серии концертов) на некоторых бейсбольных стадионах, а также спонсировании гастролей музыканта. Руководство Бней-Брит написало открытое письмо операционному директору лиги Робу Манфреду, в котором отмечалось, что взгляды Уотерса на израильское государство «выходят далеко за рамки гражданского дискурса». Полемика привела к решению совета директоров лиги прекратить показ рекламы Уотерса на всех своих стадионах и прервать дальнейшее сотрудничество с музыкантом.
В 2023 году во Франкфурте, Мюнхене и Кёльне городские власти выступили с инициативами по запрету концертов Уотерса, в связи с тем, что, по мнению властей Франкфурта, Уотерс является «одним из самых широко известных антисемитов» в мире. Как возразил Уотерс, «Звезда Давида представляет Израиль и его политику и на законных основаниях является объектом любых форм ненасильственного протеста. Мирный протест против расистской внутренней и внешней политики Израиля не является антисемитизмом». В совместном заявлении британского менеджера Хеккера и Уотерса говорится: «Эти действия неконституционны, не имеют оправдания и основаны на ложном обвинении в том, что Роджер Уотерс является антисемитом, каковым он не является… Мистер Уотерс считает, что если эта вопиющая попытка заставить его замолчать останется без ответа, это может иметь серьёзные, далеко идущие последствия для художников и активистов по всему миру».

## Личная жизнь
В 1969 году Уотерс женился на Джудит Трим, преуспевающей художнице по керамике, с которой был знаком с детских лет; она фигурировала в буклете обложки оригинального альбома Ummagumma (1969), однако её изображение было убрано из его последующих переизданий на компакт-диске. У пары не было детей, и в 1975 году они развелись. Трим умерла в 2001 году.
В 1976 году Уотерс женился на леди Кэролайн Кристи, племяннице третьего маркиза Зетланда. В этом браке у Уотерса родились сын Гарри, музыкант, игравший на клавишных инструментах в гастрольной группе своего отца с 2006 по 2016 год, и дочь Индия, которая работает моделью.  Голос двухлетнего Гарри звучит в песне «Goodbye Blue Sky» на альбоме Pink Floyd 1979 года The Wall. Песня начинается с того, что он говорит: Look, mummy, there's an aeroplane up in the sky («Смотри, мамочка, в небе самолет»). Кристи и Уотерс развелись в 1992 году.
В 1993 году музыкант женился на Присцилле Филлипс, у них родился сын Джек Флетчер. Этот брак распался в 2001 году. В 2004 году Уотерс обручился с актрисой и режиссёром Лори Дарнинг (родилась в 1963 году); они поженились 14 января 2012 года, однако в сентябре 2015 года пара подала на развод. В октябре 2021 женился на креолке Камиле Чавис.
Уотерс является атеистом.

## Анализ творчества

### Музыкальная составляющая и исполнительское мастерство
«С ним бывает очень трудно работать, но он, вероятно, самая цельная натура из всех, с кем мне приходилось встречаться. Он до последнего отстаивает то, во что верит, готов бороться за свои убеждения. Его пластинки грешат обилием всяческих „вывихов“ и обманок, но он всегда отстаивает их право на существование. Ему скажут: „Так нельзя!“, а он ответит: „Я так чувствую, значит, я так сделаю!“»
После ухода из Pink Floyd прежнего лидера — Сида Барретта — право выбора тематики текстов и творческого направления группы по большей части перешло к Роджеру Уотерсу, который, при всей медийной анонимности её участников, впоследствии стал самым известным её членом и обратил взоры рок-журналистов на себя, доказав, по словам Николаса Шэффнера, что «Пинк — это он», а в период разлада с бывшими коллегами «прозрачно намекая» своим помпезным концертным сольным творчеством, что «он и был настоящим Pink Floyd». Ещё в 1971 году Уотерс публично высказался о намерении «спуститься с небес на землю», меньше внимания уделять полётам фантазии и больше — тому, что волнует нас самих как обычных людей. По прошествии лет он чрезвычайно преуспел в литературном аспекте: так, критики отмечали зрелость текстов Уотерса и в то же время трогательность, как фактор, который привлекает новые поколения слушателей. Уотерса называли великим концептуалистом и одним из самых выдающихся авторов песен, отмечая характерность его художественного почерка, мораль и сардоническое чувство юмора. По мнению Боба Эзрина, с литературной точки зрения бас-гитарист Pink Floyd выгодно отличался от всех тех «надутых индюков, которые двух слов связать не могут». «Лирика Уотерса была настолько хороша», — вспоминал продюсер, — «что правки почти не требовались». С этим соглашались коллеги музыканта по группе, называя его концепции сильными, а тексты — экстраординарными (так как они больше похожи на труды умудрённого годами человека, хотя лирика для Dark Side была сочинена им в 28 лет).
- «Money»
- «Have a Cigar»
- «Shine On You Crazy Diamond»
- «Echoes»
- «Astronomy Domine»

Тем не менее один из самых лучших авторов рок-сцены мало внимания уделял самой музыке, отдавая бразды правления в этой области гитаристу Дэвиду Гилмору; они, по мнению Шэффнера, «здорово дополняли друг друга». Этот момент отмечали как коллеги музыканта: «Роджер со спокойной душой может использовать один и тот же музыкальный отрывок четыре раза с новым текстом […] А это, в известной степени, халтура», «Думаю „The Wall“, а уж тем более „The Final Cut“, наглядно продемонстрировали его всё более возрастающий интерес к текстам», так и критики, сетовавшие о «вопиющем отсутствии мелодии» на его первой сольной записи: «На этой пластинке подлинные мелодии можно пересчитать по пальцам Микки-Мауса», впоследствии подчёркивая, что и на втором его диске музыке «дышалось с трудом». Критиковались вокальные способности музыканта, которые оставляли желать лучшего, а также его исполнительское мастерство — так, басист Гай Пратт (долгое время сотрудничавший с Pink Floyd периода главенствующего Гилмора) намекал, что для половины записей Pink Floyd басовые партии были сыграны Гилмором. Онлайн-издание Far Out Magazine разделяло мнение, что игнорирование навыков Уотерса как бас-гитариста началось после прихода в группу Гилмора, отодвинувшего Роджера на задний план. Рецензент портала подчёркивал, что по сравнению с остальными участниками группы, особенно когда они выступали вживую, музыкальный вклад Уотерса кажется минимальным. Его басовые партии далеки от того типа, который может создать виртуоз вроде Джона Энтвисла из The Who, «мелодичного очарования» Гедди Ли из Rush или «поп-экстаза» Пола Маккартни — однако на самом деле у Роджера Уотерса действительно есть свой музыкальный «вкус».
Начиная с культового лонгплея The Dark Side of the Moon, который Уотерс считает «первым абсолютно концептуальным рок-альбомом», каждый последующий диск группы содержал определённую концепцию (сочинённую басистом — единоличным автором текстов с 1973 года). Этот подход достиг своего апогея в The Wall, идея которого полностью принадлежала музыканту, и эта работа «всегда будет оставаться его детищем» и ассоциироваться с ним. Впоследствии отголоски The Wall проявились во всех последующих сольных работах Уотерса: The Pros and Cons of Hitch Hiking (который разрабатывался в тот же период), Radio K.A.O.S. (на создание которого его вдохновила пара событий, напоминающих строительство The Wall), Amused to Death (который назвали «кодой Стены») и в последнем альбоме — Is This the Life We Really Want? (который описывали как абсолютно вторичный по отношению к лучшим творениям Уотерса, в первую очередь к The Wall). В творческом плане многие отмечали непростой характер музыканта; помимо того, что к окончанию карьеры в группе он перессорился со всеми своими коллегами («Гилмор и Райт не могут сочинять песни, им нечего сказать. Они не артисты! У них нет идей — ни одной. У них никогда их не было, и это сводит их с ума»), его называли деспотом, мегаломанияком, несносным и неуживчивым типом, отмечая, что он был крайне ревнивым, в отличие от остальных музыкантов Pink Floyd. Тем не менее сессионный гитарист Тим Ренвик находил Уотерса чрезвычайно обаятельным человеком: «Он один из тех людей, кому необходимо осуществлять полный контроль за каждым моментом происходящего, за каждой мелочью. Мы отлично ладили во время репетиций, но когда отправились в путь, он стал совершенно другим. Работать с ним было очень трудно».

### Тематика текстов песен
Сквозной темой всей поэзии Pink Floyd сам Роджер Уотерс назвал сострадание. С ним соглашаются некоторые из критиков, например, Джордж Рейш, который также отметил важность темы сострадания в лирике группы и охарактеризовал, в частности, «психоделический опус» «Echoes» из альбома Meddle как «построенный вокруг основной идеи искреннего общения, сострадания и взаимопомощи». Описывая поэзию группы, Джере О’Нил Сербер подчёркивал, что интересы музыкантов — «реальность и иллюзия, жизнь и смерть, время и пространство, закономерность и случайность, сочувствие и безразличие». О философии в лирике Роджера Уотерса упоминают и авторы журнала Rolling Stone. Они также отмечают, выражая при этом довольно распространённое мнение, что тексты Pink Floyd «передают определённо негативный взгляд на жизнь». Ряд критиков, в частности Дина Вайнштейн, не соглашаются с отрицательным стереотипом, сложившимся в отношении основного автора лирики квартета, считая его следствием неправильного толкования поэзии группы; несмотря на репутацию «самого мрачного человека в рок-музыке», они рассматривают Уотерса как экзистенциалиста.

#### Разочарование, отсутствие и небытие
Чувство разочарования, вызванного теми или иными сторонами современной жизни, наиболее полно выражено в стихах Уотерса из альбома Wish You Were Here. Они адресованы звукозаписывающей индустрии, изо всех сил давившей на группу ради ещё одного «хитового продукта», такого как The Dark Side of the Moon. На это указывает, в частности, Дэвид Детмер, считающий, что тексты пластинки повествуют о «бесчеловечных сторонах мира коммерции» и о колоссальном прессинге, который музыкант испытывает в процессе творчества, находясь на пути к своему слушателю. Беспринципность и лицемерие, царящие в мире музыкальной индустрии, отражены в содержании песни «Have a Cigar». Фальшь в отношениях между владельцами звукозаписывающей компании и группой подчёркнуты в этой песне тем, что один из менеджеров фирмы по-приятельски поздравляет музыкантов с рекордным ростом продаж их нового хита, давая понять, что все они в одной команде, и при этом ошибочно полагает, что Пинк — это имя одного из членов группы. Тема несбывшихся надежд и тщетных усилий в достижении цели, вызывающих разочарование, прослеживается в стихах саундтрека Obscured by Clouds, в одной из композиций которого говорится о том, что с возрастом порой внезапно осознаёшь, что твоя счастливая юность давно уже позади.
В лирике Pink Floyd часто встречается тема «отсутствия», которая в числе прочего связана с чувствами, вызванными уходом Сида Барретта из группы в 1968 году и гибелью отца Роджера Уотерса на войне в 1943 году. Дизайнер Сторм Торгерсон, проведший много времени с музыкантами группы, описывая поэзию Wish You Were Here, отмечал, что в альбоме прослеживается «идея иллюзии присутствия, выражаемая разными способами, с помощью которых люди притворяются, что они присутствуют здесь, в то время как их сознание находится на самом деле совсем в другом месте; идея, реализуемая психологическими приёмами и ухищрениями, с помощью которых люди в полной мере подавляют своё присутствие, и которая в конечном итоге сводится к одному: их отсутствию — отсутствию человека, отсутствию чувств». Эта идея, воплощённая в стихах Wish You Were Here, также отражена в дизайне обложки альбома. Уотерс, комментируя концепцию Wish You Were Here, заметил, что она «о том, что нас там на самом деле не было… [альбом] мог с таким же успехом называться „Жаль, что нас там нет“».
Исследуя тексты песен Pink Floyd, Джере О’Нил Сербер пришёл к выводу, что общей темой поэзии группы является проблема небытия. Обращение к теме небытия просматривается уже в лирике Сида Барретта, например, в его последней песне, изданной группой, «Jugband Blues»: «И я очень благодарен вам за то, что дали ясно понять — меня здесь нет». Наиболее полно небытие и несуществование отражены в лирике альбома The Wall. Примером могут быть строки песни «Comfortably Numb»: «Ребёнком был, ловил я отблески, когда зажмуривал глаза. Я лишь моргнул, они пропали и ускользнули между пальцев вдруг. Ребёнок взрос, не стало грёз».

#### Эксплуатация и угнетение
В стихах Animals Уотерс представил карикатурное изображение капиталистического общества. Патрик Кроскери, проводя параллель между политической тематикой альбома и описанием мира «Скотного двора» Джорджа Оруэлла, охарактеризовал Animals как уникальное сочетание «мощных звуков и суггестивных тем» Dark Side с изображением творческого отчуждения и помешательства The Wall. В первой песне пластинки звучит предположение, которое можно воспринять также и как вопрос: «Если тебе всё равно, что происходит со мной, и мне безразлично, где ты и что с тобой». После этого альбом плавно перерастает в животный эпос, где каждому антропоморфному персонажу соответствует музыкальная тема, отражающая его образ мыслей. В конечном счёте лирика описывает картину антиутопии, ставшей неизбежным результатом развития мира, лишённого сочувствия и сострадания. Описание этого мира и является ответом на вопрос Уотерса, прозвучавший в самом начале альбома.
Персонажи капиталистического общества из Animals включают «собак», представляющих класс активных жёстких прагматиков, изо всех сил рвущихся к кормушке; «свиней», символизирующих лицемерных и склонных к тирании моралистов и коррумпированных политиков, а также «овец» — стадо всеми эксплуатируемых глупцов и бестолковых мечтателей. Персонажи композиции «Dogs», по мнению Патрика Кроскери, в своём неутомимом стремлении к реализации личных интересов и неустанной погоне за успехом любой ценой в конце жизни оказываются беспомощными, одинокими и подавленными, не испытывая никакого удовлетворения от достигнутого. В песне «Pigs» как один из ярких примеров «свиньи» упоминается Мэри Уайтхаус, которая старалась навязать свой взгляд на чистоту нравов и моральные ценности, используя политическую власть. Мир композиции «Sheep» Кроскери считает ложным сознанием, «страной иллюзий, созданной обманчивой культурной идентичностью». В заключительной части альбома Уотерс возвращается к теме сочувствия, проникновенно утверждая: «Ты знаешь, мне не всё равно, что происходит с тобой, и я знаю, что и я тебе небезразличен тоже». Одновременно с этим в финале автор напоминает о постоянной угрозе, идущей от «свиней», и признаётся в том, что сам он является «собакой», нуждающейся в тихом убежище. Уотерс указывает также на то, что необходимо находить и поддерживать баланс между представителями государственной власти, коммерции и общества вместо того, чтобы постоянно быть в конфликте друг с другом.

#### Отчуждение, война и безумие
«Когда я говорю: „Увидимся на другой стороне Луны“, — я имею в виду, что если ты думаешь, что ты совсем один... если тебе кажется, что ты сошёл с ума, потому что кругом сплошное безумие, — ты не одинок».
Ещё одной темой, часто присутствующей в поэзии Уотерса, является тема отчуждения. На это указывает, в частности, Джере О’Нил Сербер, проводя параллель между философией песни «Brain Damage» из альбома The Dark Side of the Moon и теорией самоотчуждения марксистcкой философии: «Кто-то есть в моей голове, но это не я». Текст песни «Welcome to the Machine» из альбома Wish You Were Here наводит, по его мнению, на мысль об отчуждении вещи, высказанную Карлом Марксом: лирический герой настолько поглощён идеей обладания материальными ценностями, что становится отчуждённым и от людей, и от самого себя. Намёки на отчуждение человеческого в себе можно отыскать и в альбоме Animals: в композиции «Dogs» антропоморфный персонаж «собака» инстинктивно теряет в себе всё человеческое. «Собаки», по мнению Дэвида Детмера, отчуждаются от самих себя настолько, что называют отсутствие у себя хоть каких-нибудь положительных качеств «необходимой и оправданной» позицией в этом «беспощадном мире, где нет места состраданию и моральным принципам». Мотив отчуждения от других людей, как полагает О’Нил Сербер, присутствует во многих альбомах Pink Floyd, а в пластинке The Wall он становится ключевым элементом всего повествования.
Одной из важнейших тем альбома The Wall является война, которая может быть рассмотрена как наиболее страшное последствие отчуждения от других людей. Тема войны так или иначе затрагивается и в других альбомах группы, начиная с A Saucerful of Secrets (с песни «Corporal Clegg»). Антивоенные высказывания можно ясно услышать в текстах песен «Free Four» (1972), «Us and Them» (1973), «When the Tigers Broke Free» (1982) и «The Fletcher Memorial Home» (1983). Уотерс, всю свою жизнь тяжело переживавший гибель отца в Италии во время Второй мировой войны, очень часто в своих стихах обращался к вопросам о цене, которую платят люди своими жизнями по вине тех, кто развязывает войны. В память о погибшем отце он записал The Final Cut, полностью посвящённый антивоенной тематике и сопровождённый подзаголовком «Реквием послевоенной мечте». Опосредованное влияние войны, как считал Марк Блейк, проявилось, помимо прочего, и в негативном опыте отношений Уотерса с женщинами, что отчётливо прослеживается в поэзии рок-оперы The Wall. Причиной этому, по мнению Блейка, было то, что Уотерс рос и воспитывался в послевоенном британском обществе, в котором не хватало мужчин.
Теме безумия Уотерс посвятил целый альбом — The Dark Side of the Moon. В текстах песен этой пластинки рассказывается о разных видах давления, которое испытывают люди в условиях современной жизни, и о том, как оно может довести их до умопомешательства. Уотерс отметил, что «психическим заболеванием», о котором идёт речь в альбоме, можно охарактеризовать состояние современного мира в целом. Одновременно с этим в своих строках он пытался донести жизнеутверждающие идеи, назвав альбом «призывом… принять всё позитивное и отвергнуть всё негативное». Джордж Рейш в описании The Wall подчеркнул, что речь в нём «идёт не столько о самом безумии, сколько о привычном жизненном укладе, общественных учреждениях и социальных структурах, которые доводят человека до сумасшествия». Пинк, главный герой альбома, не в силах справиться с жизненными обстоятельствами и преодолеть гнетущее чувство вины. Он шаг за шагом закрывается от внешнего мира, возводя вокруг своего сознания барьер. После того как Пинк полностью разрывает все связи с миром, он начинает понимать, что сходит с ума («сумасшедший, где-то там за радугой»). Вместе с тем он допускает возможность того, что отчасти сам довёл себя до такого состояния («была ли тогда в этом и моя вина?»). Осознав весь охвативший его ужас, Пинк решает, что это он сам всех подвёл: свою властную мать, которая мудро решила своей опекой подавить волю сына, задушив его в объятьях; учителя, который справедливо высмеивал поэтические наклонности своего ученика; свою жену, которая была вынуждена его бросить. В конце концов Пинк предстаёт перед судом за «проявление чуть ли не человеческих чувств», что ещё больше усиливает его отчуждение от окружающего мира. Как и Мишель Фуко, Роджер Уотерс приходит к выводу, что безумие (показанное, в частности, в истории Пинка) является следствием влияния на человека современной жизни, а такие её элементы, как «привычки, взаимозависимости и психические отклонения», по мнению Джорджа Рейша, его просто пугают.

## Музыкальное оборудование
Основным инструментом Уотерса в Pink Floyd была электрическая бас-гитара. Недолгое время он играл на басу фирмы Höfner, вскоре сменив его на модель Rickenbacker RM-1999/4001S, которую украли в 1970 году вместе с остальным оборудованием группы в Новом Орлеане. С 1968 года Уотерс использовал бас-гитару Fender Precision Bass, первоначально чередуя её с Rickenbacker 4001, однако после того как последний был украден, остановился исключительно на этой модели. Музыкант впервые появился с ней на публике во время концерта в Гайд-парке в июле 1970 года, после чего бас-гитара редко фигурировала в концертных выступлениях Pink Floyd до 1972 года, а затем стала основной сценической гитарой музыканта. 2 октября 2010 года фирма Fender начала выпускать на её основе серийную модель под названием Fender Artist Signature. Уотерс является эндорсером бас-гитары Jazz Bass 77, с плоской обмоткой струн, британской компании RotoSound. На протяжении своей карьеры он использовал усилители фирм: Selmer, Watkins Electric Music, Hiwatt, Ashdown и Ampeg — в течение последних нескольких туров, а также экспериментировал со следующими музыкальными эффектами: дилей, тремоло, хорус, фэйзер и стереопанорамирование.
Уотерс использовал синтезаторы моделей EMS Synthi A и EMS VCS 3 в таких композициях Pink Floyd, как «On the Run», «Welcome to the Machine» и «In The Flesh?». Помимо этого, он играл на электрической и акустической гитарах на нескольких треках Pink Floyd, используя модели компаний Fender, Martin, Ovation и Washburn. Уотерс сыграл на электрогитаре в песне «Sheep» (The Animals), а также на акустической гитаре в таких композициях, как «Pigs on The Wing 1 & 2» (The Animals), «Southampton Dock» (The Final Cut) и «Mother» (The Wall). Музыкант использовал эхо-эффект Binson Echorec 2 на треке «One of These Days» с альбома Meddle. Помимо этого, Уотерс играл на трубе во время концертных исполнений композиции «Outside the Wall».

## Дискография
| - 1967 — The Piper at the Gates of Dawn - 1968 — A Saucerful of Secrets - 1969 — Music from the Film More - 1969 — Ummagumma - 1970 — Atom Heart Mother - 1971 — Meddle - 1972 — Obscured by Clouds - 1973 — The Dark Side of the Moon - 1975 — Wish You Were Here - 1977 — Animals - 1979 — The Wall - 1983 — The Final Cut | В период сольного творчества Уотерс выпустил и поучаствовал в записи следующих релизов: |